# (1287) Lorcia
(1287) Lorcia est un astéroïde de la ceinture principale découvert le 25 août 1933 par l'astronome belge Sylvain Arend.
Il a été nommé de la femme de l'astronome polonais Tadeusz Banachiewicz.

## Historique
Le lieu de découverte, par l'astronome belge Sylvain Arend, est Uccle.

## Sources

## Compléments